# 語言的溫度：我們的19歲
《語言的溫度：我們的19歲》（韓語：언어의온도: 우리의열아홉），為韓國於2020年2月13日至2020年4月4日通過NAVER TV、V LIVE播出的網路劇。講述青春懵懂少男少女們在面臨「高三」與「高考」時，對生活，友情，血液，愛情各懷不同煩惱的青春成長劇。

## 演員陣容

### 主要人物
| 演員   | 角色   | 介紹 |
| 陳智熙 | 吳珍雅 | 不算特別優秀，也不算特別差的平凡高三生。到了高三漸漸累積了對誰都無法說出口的苦惱。為了將這些都傾訴出來，開始將心中真實想法轉化為文字，上傳到名為"語言的溫度"的社交帳號上。 |
| 姜旻兒 | 韓宥利 | 每位學生都羨慕的海密高中超合群人氣女。沒有人不知道宥利，也沒有宥利不認識的人。 外貌、學習、校園生活一切都很完美的她，其實有著絕對不能被別人發現的祕密。                    |
| 南潤壽 | 李燦率 | 吳珍雅的青梅竹馬。雖然因為受傷而放棄了成為足球選手的夢想，但是依然是運動很好的開朗單純的超樂觀男。但是奇怪的是，總是涌來很多連自己都不知道的感情，頭腦變得複雜起來。       |
| 朴世賢 | 徐恩彬 | 到目前為止，人生中從未失去過第一名。妨礙到她學習是絕對不能容忍的。她相信只有學習才是擺脫地獄般的現實的唯一方法，並嚴厲鞭策自己。                                           |
| 金晟炫 | 金道允 | 以全校成績和厚厚的生記簿而自豪，再加上總是親切多情的性格，每一方面都很好。但實際上道允除了學習之外，還有別的夢想。與外表不同，學習、夢想、愛情都快要爆發，因此非常危險。   |
| 朱御真 | 申江旭 | 神祕的轉學生。早就放棄學習了，在學校經常發生趴著睡覺或發呆。雖然是對別人不感興趣，不管誰說什麼都不在乎的四次元角色，但是視線總是集中在韓宥利一人身上。                     |

### 其他角色
| 演員   | 角色   | 介紹                                                     |
| 朴世珍 | 黃世羅 | 珍雅、宥利的同班同學，因宥利和珍雅走得近，所以討厭珍雅。 |
| 朴世元 | 方孝正 | 同班同學，總是和黃世羅、宋美英一起說珍雅的壞話。         |
| 李周賢 | 宋美英 | 同班同學，總是和黃世羅、方孝正一起說珍雅的壞話。         |
| 金禮志 | 吳珍雪 | 吳珍雅的姐姐，首爾大學的學生。                           |
| 金珉基 | 閔京浩 | 被韓宥利拒絕告白後，轉向和吳珍雅告白。                   |
| 金荷朗 | 金夏恩 | 韓宥利的初中同學。                                       |
| 楊正珉 | 崔素允 | 韓宥利的初中同學。                                       |

## 各集標題
| 集數 （季） | 標題                                                                             | 上線日期      |
| ----------- | -------------------------------------------------------------------------------- | ------------- |
| 1           | 內申的等級就是我人生的等級嗎? 내신등급이 내 인생의 등급일까?                     | 2020年2月13日 |
| 2           | 朋友和我形成對比 친구와 나를 비교하게 된다                                       | 2020年2月15日 |
| 3           | 成為流言蜚語的主角了 더러운 뒷담화의 주인공이 됐다                               | 2020年2月20日 |
| 4           | 我沒有好朋友的理由 나에게 친한 친구가 없는 이유                                  | 2020年2月22日 |
| 5           | 對女性朋友產生了從未有過的感覺 여사친에게 지금까지 느낀 적 없던 감정을 느꼈다    | 2020年2月27日 |
| 6           | 不管事學習還是友情，都很費錢 공부도, 우정도 돈이 든다                            | 2020年2月29日 |
| 7           | 高三不能沒有夢想嗎? 고3은 꿈이 없으면 안 된다고?                                 | 2020年3月5日  |
| 8           | 入學考試戰爭的敵人是我身邊的朋友嗎？ 입시전쟁의 적은 내 옆자리 친구일까?         | 2020年3月7日  |
| 9           | 對大韓民國高三生來說，戀愛是奢侈的? 대한민국 고3에게 연애는 사치다?              | 2020年3月12日 |
| 10          | 媽媽無法理解我的理由 엄마가 나를 이해 못하는 이유                                | 2020年3月14日 |
| 11          | 高考D-100，全校第一消失了 수능 D-100, 전교 1등이 사라졌다                        | 2020年3月19日 |
| 12          | 去抓離家出走的朋友 가출한 친구를 잡으러 갔다                                     | 2020年3月21日 |
| 13          | 因為大學保送，與閨密鬧翻的理由 대학 수시 때문에 베프와 틀어진 이유               | 2020年3月26日 |
| 14          | 在背地裡罵朋友的人的下場 친구를 뒤에서 욕하고 다니는 사람의 최후                 | 2020年3月28日 |
| 15          | 我們的19歲，人生最糟糕的一天發生的反轉 우리의 열아홉, 인생 최악의 날 일어난 반전 | 2020年4月2日  |
| 16          | 每個人都有屬於自己的海洋 누구에게나 자신만의 바다가 있다                         | 2020年4月4日  |

## 原聲帶
- Part.1（發行日期：2020年3月12日）

| 曲序 | 曲目                   | 演唱   | 时长 |
| ---- | ---------------------- | ------ | ---- |
| 1.   | Be Myself（Be Myself） | 姜慧仁 | 3:20 |
| 2.   | Be Myself（Inst.）     |        | 3:20 |

- Part.2（發行日期：2020年3月14日）

| 曲序 | 曲目                                                     | 演唱   | 时长 |
| ---- | -------------------------------------------------------- | ------ | ---- |
| 1.   | 即使漫長黑夜過去 也會開花（긴 밤이 지나도 꽃은 필 거야） | 姜慧仁 | 3:56 |
| 2.   | 即使漫長黑夜過去 也會開花（Inst.）                       |        | 3:56 |

- Part.3（發行日期：2020年3月19日）

| 曲序 | 曲目                    | 演唱                | 时长 |
| ---- | ----------------------- | ------------------- | ---- |
| 1.   | 到我這裡來（내게로 와） | The Night of Seokyo | 3:14 |
| 2.   | 到我這裡來（Inst.）     |                     | 3:14 |

- Part.4（發行日期：2020年3月21日）

| 曲序 | 曲目             | 演唱     | 时长 |
| ---- | ---------------- | -------- | ---- |
| 1.   | 沒關係（있잖아） | Silver-G | 3:02 |
| 2.   | 沒關係（Inst.）  |          | 3:02 |

- Part.5（發行日期：2020年3月26日）

| 曲序 | 曲目           | 演唱     | 时长 |
| ---- | -------------- | -------- | ---- |
| 1.   | 彩虹（무지개） | Min Chae | 3:58 |
| 2.   | 彩虹（Inst.）  |          | 3:58 |